# Дока Мадурейра
Франсішко Ліма да Сілва (порт. Francisco Lima Da Silva), більш відомий як Дока Мадурейра (порт. Doka Madureira, нар. 11 лютого 1984, Сена-Мадурейра) — бразильський футболіст, півзахисник клубу «Істанбул ББ».

## Ігрова кар'єра
У дорослому футболі дебютував 2003 року виступами за команду клубу «Ріо-Бранко» (Акрі), в якому провів п'ять сезонів. Також на правах оренди грав за «Баїя» та «Гояс»
В кінці 2008 року підписав контракт з болгарським «Літексом». Відіграв за команду з Ловеча наступні два з половиною сезонів своєї ігрової кар'єри. Більшість часу, проведеного у складі «Літекса», був основним гравцем команди. В новому клубі був серед найкращих голеодорів, відзначаючись забитим голом в середньому щонайменше у кожній третій грі чемпіонату. За цей час двічі виграв чемпіонат Болгарії, а також по разу виграв національний Кубок та Суперкубок.
До складу клубу «Істанбул ББ» приєднався 24 червня 2011 року за 2 млн. євро. Відтоді встиг відіграти за стамбульську команду 154 матчі в національному чемпіонаті.

## Досягнення
- Чемпіон Болгарії (2): 2009-10, 2010-11
- Володар Кубка Болгарії (1): 2009
- Володар Суперкубка Болгарії (1): 2010